# Cattedrale di Hasselt
La cattedrale di San Quintino (in olandese Sint-Quintinuskathedraal) è il principale edificio religioso di Hasselt, nelle Fiandre, sede della diocesi di Hasselt dalla sua creazione nel 1967.